# Ahmet Cebe
Ahmet Cebe (* 2. Mai 1983 in Krefeld) ist ein deutsch-türkischer Fußballspieler.

## Karriere

### Deutschland

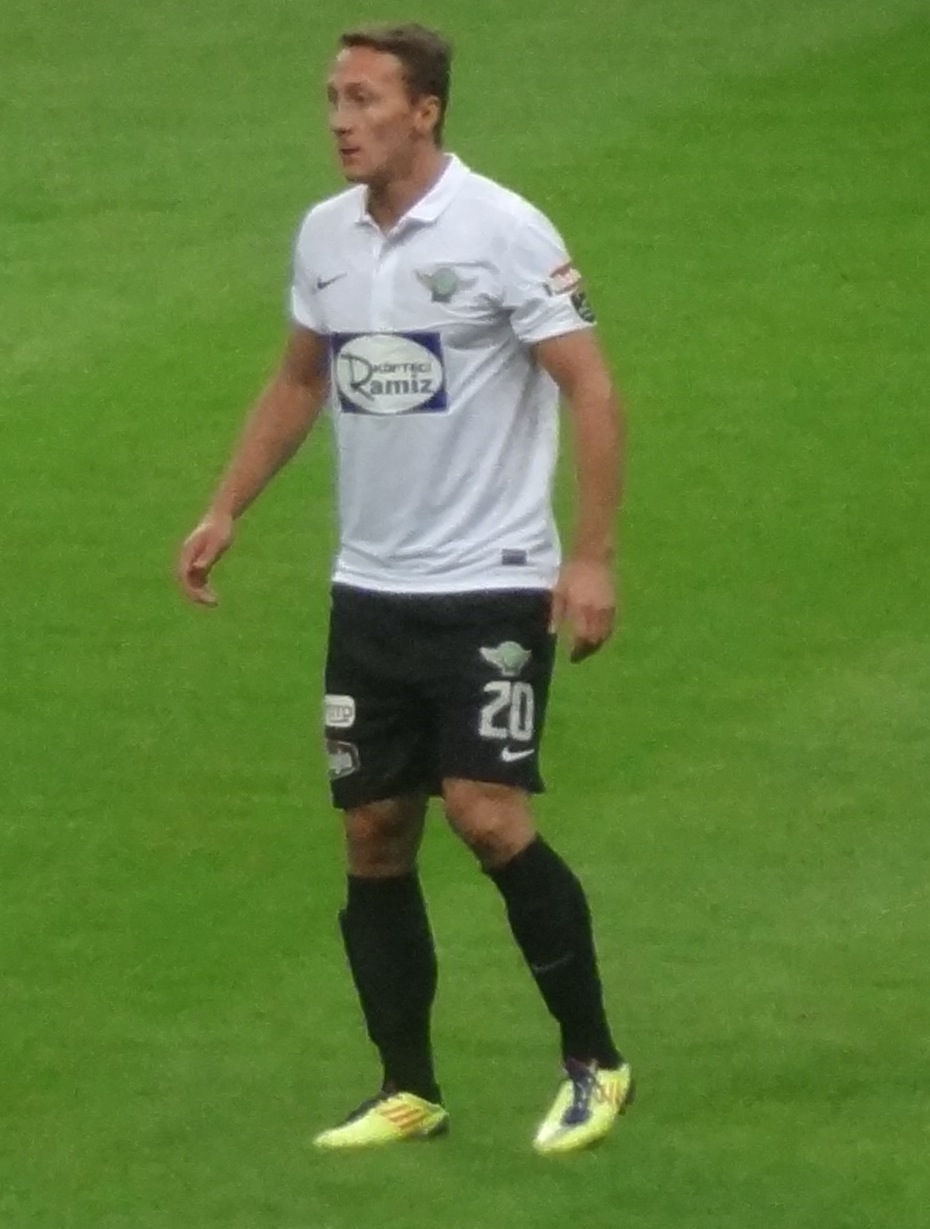
Ahmet Cebe im Trikot von Akhisar Belediyespor (2012)

Cebe begann mit dem Vereinsfußball bei Rasensport Krefeld und spielte anschließend noch für den Nachwuchs von Anadoluspor Krefeld.
2002 startete er beim KFC Uerdingen 05 seine Profikarriere. Zur Saison 2004/05 verpflichtete ihn FC Schalke 04 für seine zweite Mannschaft des FC Schalke 04. Bereits nach einer Saison bei FC Schalke 04 II zog Cebe zu Fortuna Düsseldorf weiter. In der Saison 2007/08 qualifizierte er sich mit Fortuna Düsseldorf für die 3. Liga. In der Saison 2008/09 stieg er mit Fortuna Düsseldorf in die 2. Bundesliga auf.

### Türkei
Zum Sommer entschied sich Cebe dazu seine Karriere fortan in der Türkei fortzusetzen und wechselte zum westtürkischen Erstligisten Denizlispor. Hier spielte er zwei Jahre und stieg in seiner ersten Saison mit dem Verein aus der Süper Lig ab. Nach dem missglückten direkten Wiederaufstieg aus der TFF 1. Lig wechselte Cebe zurück in die Süper Lig zu Kardemir Karabükspor.
Nach einem halben Jahr wechselte er zum Zweitligisten Akhisar Belediyespor. Hier etablierte er sich auf Anhieb zum Leistungsträger und wurde mit seinem Verein türkischer Zweitligameister der Saison 2011/12. Durch diesen Erfolg war Akhisar nach Akçaabat die zweite Kreisstadt, die mit einem Verein die Teilnahme an der Süper Lig erreichte. Akçaabat wurde in den Jahren 2003 bis 2005 von Akçaabat Sebatspor in der Süper Lig vertreten. Durch den zeitgleichen Abstieg Manisaspors aus der Süper Lig wurde Akhisar Belediyespor auch der einzige Vertreter der Provinz Manisa in der Süper Lig. In der höchsten Spielklasse spielte zwar Cebe nicht durchgängig als Stammspieler, absolvierte aber als vielseitiger Ergänzungsspieler in jeder Saison mehr als 20 Ligaspiele.
Zur Saison 2016/17 verließ Cebe nach fünf Spielzeiten und 110 Ligaspielen Akhisar Belediyespor und wechselte stattdessen zum Zweitligisten Sivasspor.
Im Juni 2017 kehrte er als Führungsspieler für die U23 zu Fortuna Düsseldorf zurück, verließ die Fortuna jedoch Anfang September 2017 wieder und schloss sich dem türkischen Verein Samsunspor in der zweiten türkischen Liga an.

## Erfolge
Fortuna Düsseldorf
- Vizemeister der 3. Fußball-Liga und Aufstieg in die 2. Fußball-Bundesliga: 2008/09

Akhisar Belediyespor
- Meister der TFF 1. Lig und Aufstieg in die Süper Lig: 2011/12

Sivasspor
- Meister der TFF 1. Lig und Aufstieg in die Süper Lig: 2016/17